# Broadcast to Allied Merchant Ships

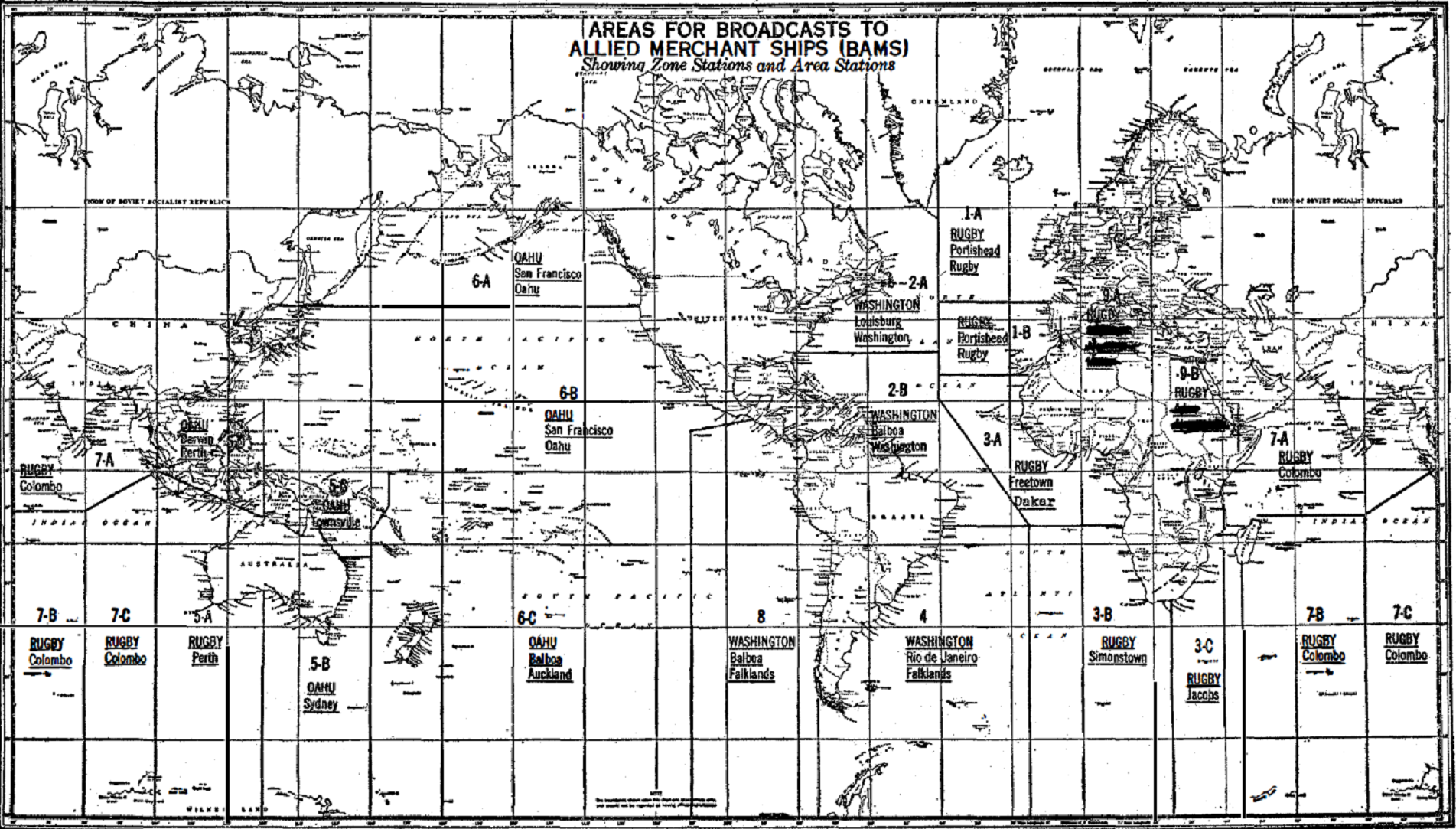
Weltkarte mit der Zonenaufteilung des BAMS-Systems (U.S. Navy 1944).

Broadcast to Allied Merchant Ships (kurz: BAMS; deutsch etwa: „Rundspruch an alliierte Handelsschiffe“) war der Name eines Funksystems, das während des Zweiten Weltkriegs verwendet wurde, um Nachrichten an Handelsschiffe auf allen Weltmeeren senden zu können. Das BAMS-System wurde verwendet, um offizielle Informationen, Meldungen und Anweisungen insbesondere an Geleitzüge (Schiffskonvois) zu übermitteln und sicherzustellen, dass diese überall auf der Welt empfangen werden konnten.
Die heutige Marineschifffahrtleitung basiert zum Teil auf den Erfahrungen, die damals gesammelt wurden.

## Organisation
Die gesamte Erdoberfläche wurde dazu in drei „Zonen“ (zones) unterteilt, die funktechnisch jeweils von einer leistungsstarken Zone station (Zonen-Funkstelle) abgedeckt wurden. Jede Zone wiederum war in „Gebiete“ (areas) unterteilt, die von einer oder mehreren Area stations (Gebiets-Funkstellen) versorgt wurden (Bild oben). Um eine bestmögliche Abdeckung ohne Lücken zu erreichen, beteiligten sich am BAMS-System auch zahlreiche Küstenfunkstellen, die auf versetzten Frequenzen arbeiteten.

## Betrieb

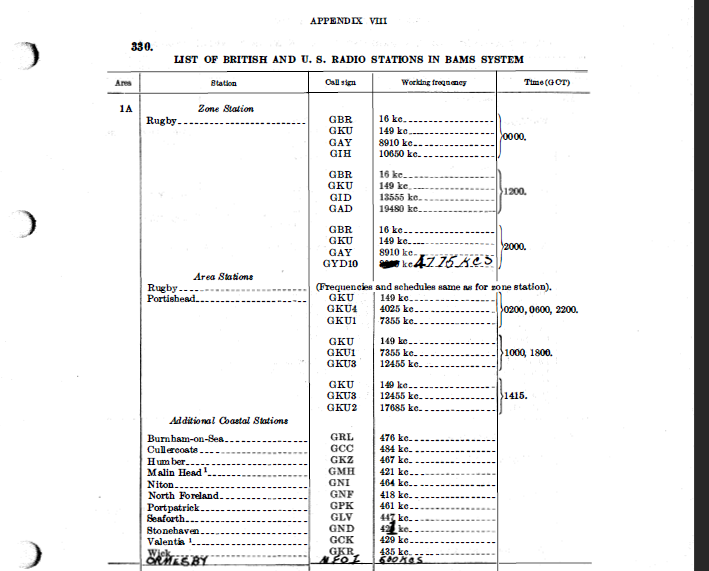
Arbeitsfrequenzen von britischen und amerikanischen BAMS-Funkstellen.

Zonen- und Gebietsfunkstellen sendeten zu bekannten Routinezeiten auf Mittelwelle und Kurzwelle sowohl allgemeine als auch individuell adressierte Nachrichten an Schiffe in ihrer eigenen Zone beziehungsweise in ihrem eigenen Gebiet. Außerhalb der festgelegten Sendezeiten wurden Küstenstationen ergänzend dazu genutzt, Nachrichten an Handelsschiffe gezielt zu senden, von denen angenommen wurde, dass sie sich in Reichweite befanden. Dazu erfolgte der Anruf auf der allgemeinen Anruffrequenz von 500 kHz und danach wechselte man auf die Arbeitsfrequenz für die Übertragung von BAMS-Nachrichten.